# BBC Жизнь в микромире
«Жизнь в микромире» (англ. Life in the Undergrowth) — документальный сериал Би-би-си о природе, написанный и представленный Дэвидом Аттенборо, впервые появившийся в эфире в Великобритании 23 ноября 2005 года.
Посвящённый изучению эволюции и привычек беспозвоночных, это пятый из специализированных обзоров Аттенборо после его главной трилогии, которая началась с «Жизни на Земле». Каждый из пяти 50-минутных эпизодов рассматривает группу существ, используя инновационные фотографические приёмы.
Сериал был выпущен совместно с Animal Planet. Исполнительным продюсером был Майк Гантон, продюсер сериала Майк Солсбери, а музыка написана Беном Солсбери и Дэвидом Пуром. Главным научным консультантом был доктор Джордж МакГейвин.

## История создания
В прошлом создатели фильмов в значительной степени игнорировали беспозвоночных из-за сложности их съёмки, но достижения в технологиях разработок линз и камер дали производителям возможность снимать существ на их микроуровне. Киноряд показывает европейских беспозвоночных, таких как паук-волк и комнатная муха, и более экзотических разновидностей, таких как австралийская вдова и ядовитые многоножки Амазонки. Это первый случай съёмки таких животных с таким высоким уровнем детализации для телевидения (некоторые эпизоды были сняты в формате высокой чёткости) и предоставили не только случайным зрителям, но и учёным новое понимание поведения определённых видов.
Производство этого сериала заняло около двух лет, в течение которых съёмки проходили по всему миру, от тропических лесов Амазонки до Коста-Рики, Австралии, Малайзии, Венгрии, Швейцарии и многих других мест, включая Великобританию.
Чтобы проследить и изучить различные виды, рассмотренные на протяжении всего сериала, производственная группа консультировалась с некоторыми из ведущих экспертов по жизни беспозвоночных. В некоторых случаях их помощь оказывалась неоценимой, особенно когда встречались особо опасные виды или группы. В других случаях специалисты помогли сделать некоторые последние открытия, позволив производителям подробно продемонстрировать сложные процессы, посредством которых беспозвоночные могут взаимодействовать с окружающей средой, а также непрерывные процессы в жизни всех существ в дикой природе, такие как брачные ритуалы и охота за едой. Многие из взаимодействий существ были не только сняты впервые, но и были записаны с таким необычайным увеличением, что учёные, изучавшие их, смогли дать ответы на конкретные вопросы, которые до настоящего времени казались невозможными.
Как всегда, временные и финансовые ограничения сыграли огромную роль. Графики съёмок должны были быть согласованы с предполагаемыми датами основных событий, которые планировалось включить в фильм, таких как появление цикад в Северной Америке или массовое появление подёнок в Венгрии. Как обычно при подготовке документального фильма о природе, не всё пошло по плану из-за непредсказуемости природы предмета.
Хотя съёмки проходили в течение нескольких лет, жёсткие временные рамки по-прежнему означали, что некоторые сцены почти не снимались, а некоторые вообще не материализовались. Например, одновременное массовое появление подёнки в Венгрии произошло только в последний съёмочный день, тогда как Дэвид Аттенборо должен был быть в Швейцарии уже на следующий день, чтобы снимать спаривание лесных муравьёв. Используя советы экспертов, команда подготовилась к съёмкам во время ежегодного появления, но проблема необычно влажной весны задержала событие. К счастью, в самый последний день условия были идеальными, и появилась подёнка — по-видимому, в одном из наиболее впечатляющих проявлений недавнего времени. Из-за того, что подобные события в значительной степени зависят от таких факторов окружающей среды, как температура или влажность, было почти невозможно точно определить, когда они произойдут. Вместо этого производители должны были полагаться на экспертные оценки, но даже они могли быть совершенно непредсказуемыми. Таким образом, хотя внешний вид подёнки был запечатлён, другие аспекты были пропущены, например, появление моли в Аризоне (несмотря на то, что съёмочная группа появлялась в этом районе дважды).
Иногда объекты были настолько мелкими, что было бы невозможно снять их в дикой природе. Вместо этого конструкция полной среды обитания в студии позволило легко наблюдать за их поведением, позволяя камере снимать их в течение всего дня. Например, эта техника была использована на пауке-волке, что дало около 200 часов фильма, в частности, включая его ритуал ухаживания. Несмотря на то, что размах лапок взрослого паука составляет не более 1 см, даже новорожденные паукообразные видны очень близко, когда они поднимаются на спину матери.
Съёмки также включала вход в грубую среду. Чтобы снять гигантскую сколопендру, команде пришлось перетерпеть погружение в тёмную пещеру, пол которой был покрыт гуано, жуками и тараканами.

## Эпизоды
«Взгляд из другого мира; детектор запаха, исследующий путь впереди. Мы нечасто видим улитку в таком ракурсе, потому что у нас только недавно появились крошечные линзы и электронные камеры, которые нам нужны для исследования этого миниатюрного мира. Но когда мы встречаемся с его обитателями лицом к лицу, мы внезапно осознаём, что их поведение может быть для нас столь же значимым, как и поведение многих животных, больше нашего собственного размера»— Втупительная речь Дэвида Аттенборо
| № | Название                    | Дата премьеры   |
| --- | --------------------------- | --------------- |
| 1 | «Вторжение на сушу»         | 23 ноября 2005  |
| Первый эпизод рассказывает, как беспозвоночные стали первыми существами любого рода, которые колонизируют сушу. Их предшественниками были панцирные и сегментированные морские существа, существовавшие 400 миллионов лет назад. Некоторые из них рискнули выйти из воды, чтобы отложить яйца в безопасности, и Аттенборо сравнивает эти первые шаги с сегодняшним массовым нерестом мечехвостов у атлантического побережья Северной Америки. Некоторые животные вообще покинули океаны, когда земля стала зелёной от водорослей, мхов и печёночников. Самыми ранними обитателями Земли были многоножки, за которыми быстро последовали другие виды. Коллемболы меньше головки булавки и по своим размерам могут прыгать на огромных высотах. Бархатный червь ведёт ночной образ жизни и почти не менялся в течение тысячелетий, в то время как гигантская сороконожка (возможно, разновидность сколопендроморфа) может убивать мгновенно и показана во время охоты на летучих мышей в Венесуэле. Исследуются повадки во время брачного периода, среди них необычный ритуал большого слизня и тщательное сооружение гнезда сенокосцем. Приход дождевых червей имел большое значение, так как они изменили природу почвы, что привело к распространению жизни растений. Несмотря на свое водное происхождение, многим беспозвоночным, особенно тем, у которых нет экзоскелета, нужна влажная среда во избежание гипогидратации. Наконец, существо, приспособившееся к среде обитания в пустыне — скорпион — демонстрирует свой опасный брачный танец, за которым следует рождение до пятидесяти особей. |                             |                 |
| 2 | «Взмывая ввысь»             | 30 ноября 2005  |
| Тема второго эпизода — летающие насекомые. Он начинается в Центральной Европе, где в реке Кёрёш обитают миллионы гигантских подёнок, которые освобождаются от своих личиночных коконов для спаривания — кульминации их жизни. Подёнки и стрекозы одними из первых поднялись в воздух около 320 миллионов лет назад, и окаменелости свидетельствуют о том, что некоторые из них по размеру были схожи с чайкой. Равнокрылые стрекозы также рассматриваются детально. Один вид, редкая Thaumatoneura inopinata, обитает в водопадах, а другой, Pseudostigmatinae, живёт вдали от воды (в отличие от всех остальных в своей группе) и также является самым крупным. Показаны несколько типов бабочек, но у всех есть общие привычки, и Аттенборо описывает их физиологию. Вместе с мотыльками они обладают самыми большими крыльями, и эта площадь поверхности даёт широкие возможности для демонстрации перед партнёрами или предупреждения о появлении хищников. В холодную погоду шмели вынуждены согреваться, чтобы подготовиться к полёту: они «отключают» свои крылья, позволяя тренировать мышцы, не взлетая. Для навигации используются рудиментарные задние крылья мух и комаров-долгоножек, и, пожалуй, самым превосходным «лётчиком» из насекомых является журчалка, которая непрерывно корректируется, оставаясь в воздухе. Жуки, способные к полёту, должны держать свои крылья в укрытии, и показан образец самого большого дровосека-титана. Аттенборо пытается заманить самца цикады для того, чтобы он приземлился ему на ухо (вызвав смех у съёмочной группы). |                             |                 |
| 3 | «Прядильщики паутины»       | 7 декабря 2005  |
| В третьей части рассматриваются пауки и прочие виды, плетущие паутину. Аттенборо посещает новозеландские пещеры Вайтомо, в которых обитают грибные комары вида Arachnocampa, чьи светящиеся личинки сидят на блестящих нитях, нанизанные для приманки добычи. Способность плести паутину появилась на ранних этапах истории беспозвоночных и впервые использовалась в качестве клея. Самки сетчатокрылых используют плетение для того, чтобы откладывать яйца на стеблях растений. Изначально пауки использовали его в качестве секретной нити для обнаружения движения, и Аттенборо иллюстрирует это, поощряя скрытых пауков. Скорость, с которой он появился, заставила рассказчика подпрыгнуть от удивления. Ловчая сеть, сотканная пауком-кругопрядом, сложна и может составлять до 60 метров паутины и 3000 отдельных креплений. Замедленная киносъёмка показывает их сложную конструкцию. Самые большие сети сделаны кругопрядами-нефилами и могут образовывать несколько метров в ширину. Ядовитый вид австралийская вдова вращается трёхмерно и выпускает вертикальные нити, задерживая свою невезучую еду в воздухе. Тем временем паук Болас размахивает паутинкой с липкой каплей на конце, чтобы заманить пролетающих мотыльков. Argiope демонстрирует опасность при спаривании, с которой сталкиваются некоторые пауки-самцы: если они не будут осторожны, то могут быть поглощены самками. Ухаживание за волчьим пауком, хотя и менее рискованное, является одним из наиболее сложных. Исследуются его повадки во время гнездования, а также рождение потомства, которое прикрепляется к спине матери. |                             |                 |
| 4 | «Близкие отношения»         | 14 декабря 2005 |
| Четвёртый эпизод посвящён отношениям беспозвоночных с растениями и другими животными. Он начинается с муравьёв и тлей: первые «пасут» последних и защищает их в обмен на секретированную медвяную падь. Деятельность галлообразующих насекомых описана на примере дуба. Многие растения привлекают насекомых, предлагая нектар для стимулирования опыления, и некоторые хищники используют камуфляж, чтобы воспользоваться этим, например, паук-краб. Привиденьевые рассчитывают на муравьев, чтобы спрятать свои яйца под землей для них в безопасности. В калифорнийских пустынях личинки нарывника собираются на стебле и, выпуская феромоны, привлекают самца Leucauge venusta пчелы к поиску самки. Они забираются на тельце своего гостя и в конечном итоге переходят к его товарищу, который, в свою очередь, невольно переносит их в своё гнездо, обеспечивая средства к существованию. Паук вида Leucauge venusta терпит паразитизм личинки осы, которая вводит своему хозяину гормон, который сводит его с ума и останавливает плетение паутины. Затем личинка высасывает жидкость из тела паука и использует оставшуюся паутины для построения своего кокона. Осы настолько малы, что могут откладывать личинки в яйцах жуков вида Water beetle — и даже спариваться внутри них. Личинка жука-скакуна устраивает засаду муравьям, заглушая нору его головой и прыгая. Однако, это не работает с видом Methocha, муравьиной осой, которая избегает челюстей личинки жука, парализует её укусом и откладывает яйца на хозяине. После перемещения парализованной личинки вглубь норы вход тщательно забивается и укрывается. Муравьи яростно защищают свои колонии; однако голубянке алькон удаётся затащить своих детёнышей в гнёзда муравьёв, придавая своему потомству запах, схожий с личинками муравьёв; в результате к голубянкам относятся так, как если бы они были фактически личинками муравья. Однако эта стратегия не безупречна. Наездники-ихневмоны врываются в колонии муравьёв и выделяют химические вещества, которые заставляют муравьёв-защитников нападать друг на друга; оса откладывает два яйца в гусениц бабочек. Однако, похоже, что муравьи спасают, по крайней мере, одну гусеницу, так как одна из куколок позже вылупляется во взрослую голубянку. |                             |                 |
| 5 | «Высокоразвитые сообщества» | 21 декабря 2005 |
| В заключительной программе рассматриваются суперорганизмы, образованные пчёлами, муравьями и термитами. Аттенборо показывает, что их колонии, отдельные особи которых когда-то считались исключительно рабскими, «полны конфликтов, борьбы за власть и мятежей». Они развивались, когда такие существа уходили от отшельнического образа жизни и начали строить гнёзда бок о бок, что привело к коллективному подходу по уходу за их потомством. Существует около 20 000 видов пчёл, и показана королева шмелей, открывающая новое гнездо. Поскольку оно увеличивается, все его жители помогают поддержать его, добывая нектар и пыльцу. Тем не менее, анархия вспыхивает, когда королева начинает уничтожать яйца, откладываемые рабочими шмелями: её искусывают до смерти, и колония завершает своё действие. Муравьи живут в больших обществах, что может сделать их уязвимыми, но Аттенборо побуждает гнездо лесных муравьев продемонстрировать свою защиту: муравьиную кислоту. В Австралии гнездо в мангровых болотах должно постоянно перемещаться, чтобы избежать приливов. Тем временем обитающие в пустыне муравьи-жнецы блокируют близлежащие гнёзда, чтобы максимизировать сбор пищи. Исследуется бивуак кочевых муравьёв: они оказываются одним из тех наиболее упорядоченных организмов, где действие каждого члена идёт на благо миллионной колонии. Аттенборо повествует о магнитных термитах, чьи плитоподобные насыпи все выровнены так, чтобы учесть движение Солнца. В финале, крупномасштабная битва между термитами и особями Megaponera analis изображена крупным планом. |                             |                 |

«Если бы мы и остальные беспозвоночные существа исчезли в одночасье, остальной мир вполне бы поладил. Но если [беспозвоночные] исчезнут, экосистемы суши рухнут. Почва потеряет плодородие. Многие из растений больше не будут опыляться. Множеству животных, амфибий, рептилий, птиц и млекопитающих было бы нечем питаться. А наши поля и пастбища были бы покрыты навозом и падалью. Эти маленькие существа находятся в нескольких дюймах от наших ног, куда бы мы ни шли по земле — но часто они игнорируются. Нам нужно всегда помнить о них»— Заключительная речь Дэвида Аттенборо

## Прокат и релизы
Сериал доступен в Великобритании для регионов 2 и 4 в виде двухдискового DVD набора (BBCDVD1737, выпущенного 5 декабря 2005 года) и как часть «The Life Collection». Бонусные опции включают интервью с продюсером сериала Майком Солсбери и оригинальную партитуру.
Прилагаемая 320-страничная книга Дэвида Аттенборо «Жизнь в микромире» (ISBN 0-563-52208-9) была опубликована BBC Books 10 октября 2005 года.

## Руководство для зрителей
В 2008 году Би-би-си опубликовала в Интернете руководство для зрителей к «Жизни в микромире», специально разработанное для того, чтобы помочь зрителю найти захватывающий фрагмент конкретного научного или географического урока.
| Тема                 | Подтема              | Виды                                         | Эпизод                        | Описание |
| -------------------- | -------------------- | -------------------------------------------- | ----------------------------- | --- |
| Адаптация            | Обычаи кормления     | Мотылёк, Языкан                              | 2 — Взмывая ввысь             | Как разные мотыльки, включая языкана, питаются древесным соком и нектаром. |
| Повадки              | Камуфляж             | Привиденьевые                                | 4 — Близкие отношения         | Особенности палочника, который под камуфляжем походит на высушенный лист. |
| Повадки              | Социальные группы    | Пчела, Оса                                   | 5 — Высокоразвитые сообщества | Колониальное размножение и организация суперобществ у пчёл и ос. |
| Коммуникации         | Феромоны             | Голубянка алькона                            | 4 — Близкие отношения         | Гусеницы голубянки алькона используют феромоны, чтобы замаскироваться под личинки муравьев, чтобы спрятаться в гнёздах муравьёв.                                                             |
| Конкуренция          | Животные             | Муравей-жнец, длинноногие муравьи            | 5 — Высокоразвитые сообщества | Конкуренция за семена между муравьями-жнецами и длинноногими муравьями. |
| Сотрудничество       | Сотрудничество       | Кочевой муравей                              | 5 — Высокоразвитые сообщества | Больше миллиона кочевых муравьёв, сотрудничающих в охоте и гнездовании. |
| Редуценты            | Редуценты            | Дождевой червь, Червь Megascolides australis | 1 — Вторжение на сушу         | Особенности дождевого червя и его значение для почвы, а также гигантский дождевой червь длиной в шесть футов.                                                                                |
| Эволюция             | Беспозвоночные       |                                              | 1 — Вторжение на сушу         | Эволюция наземных беспозвоночных, их приспособление к выживанию без воды и отношения с зелёными растениями.                                                                                  |
| Места обитания       | Пустыни              | Скорпион                                     | 1 — Вторжение на сушу         | Характеристика типичного для пустыни ландшафта и объяснение того, как скорпионы могут выживать в такой сухой, агрессивной среде.                                                             |
| Места обитания       | Пруды                | Окаймлённый плавунец, Ветвистоусые           | 4 — Близкие отношения         | Характерные особенности различных прудовых существ, включая плавунцов и ветвистоусых. |
| Места обитания       | Сады                 | Тли, Муравьи, Божьи коровки                  | 4 — Близкие отношения         | Иллюстрация дружественных и враждебных отношений между садовниками, тлями, муравьями и божьими коровками.                                                                                    |
| Передвижение         | Полёт                | Стрекоза                                     | 2 — Взмывая ввысь             | Объяснение механики полёта стрекозы в изображении их удивительной скорости и маневренности.                                                                                                  |
| Передвижение         | Полёт                | Шмель, Муха                                  | 2 — Взмывая ввысь             | Конструкция крыльев и техника полёта шмелей и мух. Безупречный воздушный контроль делает самца более привлекательным для самок в состоянии полёта.                                           |
| Паразиты             | Паразиты             | Оса, Капустница                              | 2 — Взмывая ввысь             | Оса паразитирует на гусенице капустницы. |
| Паразиты             | Паразиты             | Нарывник, Пчела-копатель                     | 4 — Близкие отношения         | Хитрость личинки волдыря с целью паразитирования на гнёздах копателя. |
| Паразиты             | Паразиты             | Овод                                         | 4 — Близкие отношения         | Жизненный цикл оводов, включающий паразитизм на домашних мухах и коровах. |
| Хищничество          | Беспозвоночные       | Онихофоры, Гигантская сколопендра            | 1 — Вторжение на сушу         | Особенности некоторых из самых злобных охотников на беспозвоночных: бархатный червь, ловящий свою жертву выстрелами паутины, и гигантские многоножки, охотящиеся на летучих мышей в пещерах. |
| Хищничество          | Беспозвоночные       | Светлячок, Подёнка                           | 3 — Прядильщики паутины       | Драматическое зрелище светлячков, ловящих подёнок в новозеландской пещере. |
| Хищничество          | Беспозвоночные       | Паук болас                                   | 3 — Прядильщики паутины       | Паук болас использует капельный феромон для приманки моли. |
| Хищничество          | Беспозвоночные       | Пауки-бокоходы, Хищнецы Assassin Bug         | 4 — Близкие отношения         | Особенности пауков-бокоходов и хищнецов, использующих феромоны, чтобы заманить добычу в свои когти.                                                                                          |
| Размножение          | Брачные игры         | Коллемболы                                   | 1 — Вторжение на сушу         | Странный брачный танец, отбиваемый головками крошечными коллемболами. |
| Размножение          | Брачные игры         | Песчаный скорпион                            | 1 — Вторжение на сушу         | Опасный брачный ритуал ухаживания песчаного скорпиона. |
| Размножение          | Гермафродиты         | Леопардовый слизень                          | 1 — Вторжение на сушу         | Особенности необычного брачного поведения леопардовых слизней, которые имеют и мужские, и женские органы.                                                                                    |
| Размножение          | Родительский уход    | Бумажная оса                                 | 5 — Высокоразвитые сообщества | Бумажные осы строят колониальные гнёзда и делят родительские обязанности, что позволяет им воспитывать молодняк.                                                                             |
| Размножение          | Беспозвоночные       | Паук-волк                                    | 3 — Прядильщики паутины       | Ухаживание, спаривание, откладка яиц и родительский уход у пауков-волков. |
| Размножение          | Беспозвоночные       | Капустница                                   | 2 — Взмывая ввысь             | Жизненный цикл капустницы. |
| Размножение          | Беспозвоночные       | Бумажная оса, Шмель                          | 5 — Высокоразвитые сообщества | Стратегии колониального размножения бумажных ос и шмелей. |
| Укрытия              | Укрытия              | Термиты                                      | 5 — Высокоразвитые сообщества | Особенности термитов, строящих гигантский холм, который укреплён защитными сооружениями. |
| Симбиоз              | Растения и насекомые | Дуройя                                       | 4 — Близкие отношения         | Зависимость муравьёв от дерева 'дуройя' как места для гнездования, и их защита деревьев от растениеядных и конкурирующих растений.                                                           |
| Симбиоз              | Растения и насекомые | Муравей, Тля                                 | 4 — Близкие отношения         | Как муравьи защищают тлю от хищничества божьих коровок, а взамен получают сладкий нектар. |
| Детские предпочтения | Мини-звери           |                                              | 1 — Вторжение на сушу         | Увлекательный монтаж миниатюрных зверей в очень большом приближении. |
| Детские предпочтения | Мини-звери           | Улитка                                       | 1 — Вторжение на сушу         | Особенности улитки, проживающей в тёмных, влажных условиях. |
| Детские предпочтения | Мини-звери           | Паук                                         | 3 — Прядильщики паутины       | Особенности паука, умело плетущего свою сеть. |
| Учиться учиться      | Командная работа     | Пчела                                        | 5 — Высокоразвитые сообщества | Особенности пчёл, работающих вместе, чтобы помочь сделать их колонии процветающими. |
| Учиться учиться      | Командная работа     | Кочевой муравей                              | 5 — Высокоразвитые сообщества | Более миллиона кочевых муравьёв, трудящихся сообща на то, чтобы создать новое гнездовое место.                                                                                               |